# بلا کوهارسکی
بلا کوهارسکی (مجاری: Béla Kuharszki; ۲۹ آوریل ۱۹۴۰ – ۷ مارس ۲۰۱۶) بازیکن فوتبال اهل مجارستان بود.
از باشگاه‌هایی که در آن بازی کرده‌است می‌توان به باشگاه فوتبال اویپشت اشاره کرد.
وی همچنین در تیم ملی فوتبال مجارستان بازی کرده‌است.